# 昭鱼
昭鱼（？—？），本作昭䱷，羋姓，昭氏，字子士，战国时期楚国的令尹。

## 生平
楚王的王后去世，有人劝昭鱼建议立新后。昭鱼说：“如果大王不听，不仅无效，反而得罪了未来的新后。不如送给大王一对上好的耳饰，几天后，看谁戴着，就建议大王立谁。”
田需死后，昭鱼害怕张仪、薛公孟尝君、犀首担任魏国相国。苏代为昭鱼劝说魏王，张仪首先考虑秦国、薛公首先考虑齐国、犀首首先考虑韩国，都不能首先考虑魏国，只有以太子为相国，三人认为太子不会长久为相，为了竞争相位，一定尽力辅佐魏国。魏王于是以太子为相国。
张仪出使楚国后，许诺以秦国商於之地让楚，楚怀王与齐国断交。但张仪未履行协议，甘茂与昭鱼以收张仪相玺之机会在边境会面，试图恢复秦楚关系。
张仪由秦国入魏国为相，建议魏秦联合灭韩。史厌劝楚国令尹昭鱼兼相楚韩，建立楚韩联盟。昭鱼在韩国为相国，秦国出兵讨伐韩国。韩王要罢免昭鱼。昭鱼说不如提高他的地位，这让秦国认为楚国和韩国联合起来了。
前300年，昭鱼在阳翟，东周君想派相国与他会面。苏厉说：“原来你派相国会见楚王、韩王。现在昭鱼不是君王，假如昭鱼的君王在阳翟，你派谁去呢？”东周君就没有派相国。
冷向劝郑彊，让他对秦昭襄王说楚王送回逃到楚国的蟣蝨，公叔让昭鱼和蟣蝨以礼相待，秦昭襄王怀疑韩国在公叔的影响下亲近楚国，秦国就可以讨伐韩国了。

## 资料来源
- 《战国策·东周策》第六章、《楚策四》第三章、《魏策二》第十四章、《韩策一》第九、第十二章、《韩策二》第二章
- 骆科强《楚令尹昭鱼考》